# Метью Мерсер
Меттью Крістофер Міллер (англ. Matthew Christopher Miller, більше відомий як Метью Мерсер, англ. Matthew Mercer; нар. 29 червня 1982 року) — американський актор озвучування. Найбільш відомий своїми робами з Studiopolis, Funimation, Bang Zoom! Entertainment, Viz Media та NYAV Post в аніме, мультфільмах та відеоіграх.
В аніме Мерсер озвучував Леві Акермана в Attack on Titan, Кіріцугу Емію в Fate/Zero, Джотаро Куджо в Химерних пригодах ДжоДжо, Айкуро Мікісугі в Kill la Kill, Канджі Тацумі в другій половині Persona 4: The Animation, другий голос Ямато та Пейна у Наруто, Трафальгара Лоу у дубляжі One Piece від Funimation, Гіта у Dragon Ball Super, Сейдзіроу Кікуоку у Sword Art Online, Фалько у Cyberpunk: Edgerunners та Леоріо у Hunter × Hunter.
У відеоіграх Мерсер озвучив Леона Кеннеді в Resident Evil 6, Куртіса Страйкера в Mortal Kombat 9, Хрома і Рьому в Fire Emblem, Джека Купера в Titanfall 2, Хамелеона Еспіо в Sonic the Hedgehog, Дедшот в Injustice 2, Коула Кессіді (Джессі МакКрі) в Overwatch, Юске Кітаґаву в Persona 5, Маккріді у Fallout 4, Мідаса і Сіда у Fortnite: Battle Royale і Fortnite: Save the World відповідно, Едера Тейлекґа та Алота Корвайзера у Pillars of Eternity, Ґенґпланка та Kindred's Wolf у League of Legends, Волтера у Shin Megami Tensei IV та Айра з Kingdom Hearts.
На додачу до озвучень, Мерсер розробив сюжет і виступив майстром підземелля для вебсеріалу по Dungeons & Dragons Critical Role з 2015 року. Він також є геймдизайнером і головним креативним директором Critical Role Productions. 

## Молодість
Меттью народився у Палм-Біч-Гарденс, штат Флорида, 29 червня 1982 року в родині шотландського походження. Його родина переїхала до Лос-Анджелеса, коли йому було вісім. Він відвідував середню школу Агура в Агура-Гіллз, Каліфорнія. У нього є брат, який пише та виконує музику під сценічним псевдонімом Dave Heatwave. У дитинстві він говорив заїкаючись. Його батько, який також заїкався, повів його до логопеда, який зменшив ефект до такої міри, що його викликають лише певні слова. Він вирішив прийняти прізвище "Мерсер", яке члени його сім'ї використовували в минулому, як своє сценічне прізвище, тому що його ім'я при народженні було занадто схоже на ім'я, яке вже представляв акторський союз SAG-AFTRA. Він був учасником The Groundlings.

## Кар'єра

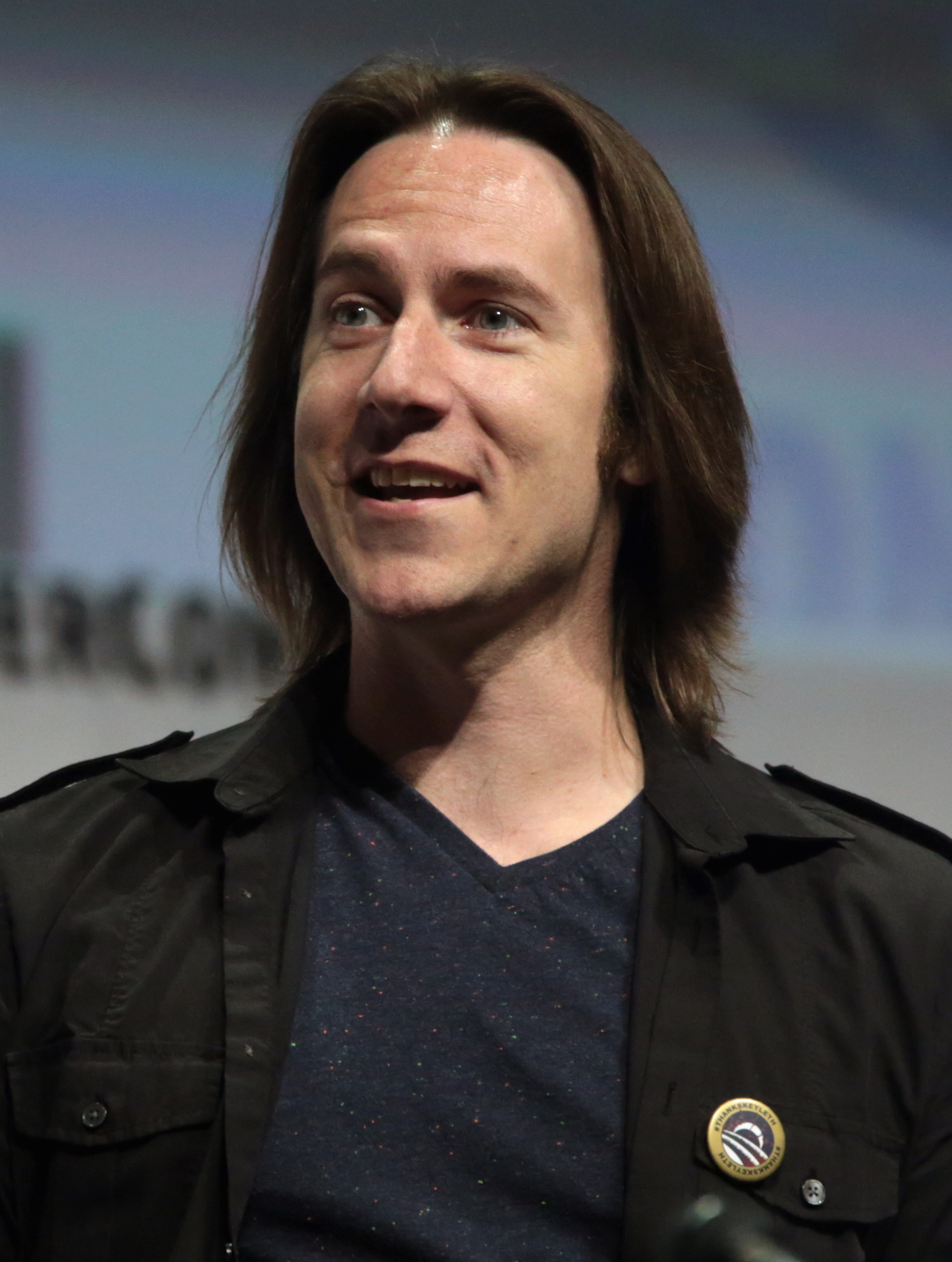
Мерсер на WonderCon 2017

Мерсер розпочав свою кар’єру з озвучки англійської валли та додаткових персонажів у кількох японських аніме, а з тих пір також працював над мультфільмами, відеоіграми та радіорекламою. Він був гостем на конвенціях по всьому світу, приймаючи такі заходи, як Anime Expo та Anime Matsuri. Його робота розширилася до багатьох ролей у мультфільмах, відеоіграх і радіорекламі. Він був режисером і продюсером вебсеріалу There Will Be Brawl , заснованого на серії відеоігор Super Smash Bros., де він озвучив Мета Найта та виконав роль Ґанондорфа. Він також грав у кількох шоу мереж Geek & Sundry і Nerdist, а також продюсував вебсеріал Fear News with the Last Girl для FEARnet, який у 2010 році став лауреатом премії Веббі у категорії Експериментальні та дивні.
У 2016 році Мерсер став майстром підземелля для Force Grey: Giant Hunters, який тривав 2 сезони. У 2017 році він був майстром підземелля для шоу від Nerdist CelebriD&D, яке об’єднує знаменитостей, які грають у D&D, та постійних гравців у невелику мінікампанію. Він також був гравцем в інших вебсеріалах, на кшталт Dimension 20 і LA by Night.

### Critical Role
Мерсер — майстер підземель вебсеріалу «Critical Role» (укр. Критична роль, також співзвучно з «Critical Roll», Критичний кидок [кістки]), який був запущений на Geek&Sundry у 2015 році, де він керує кількома іншими акторами озвучування у кампанії «Підземелля та дракони». «Critical Role» була що переможцем Webby, то і переможцем People’s Voice у категорії «Ігри (відеосеріали та канали)» на Webby Awards 2019. Шоу також стало фіналістом і переможцем відзнаки глядацьких симпатій у категорії «Ігри» на Shorty Awards 2019.
Ставши надзвичайно успішним, акторський склад Critical Role залишив мережу Geek & Sundry на початку 2019 року та створив власну продюсерську компанію Critical Role Productions. Мерсер став головним креативним директором компанії. Незабаром після цього вони мали на меті зібрати 750 000 доларів на Kickstarter для створення анімаційного серіалу своєї першої кампанії, але в підсумку зібрали понад 11 мільйонів доларів. У листопаді 2019 року Amazon Prime Video оголосила, що придбала права на трансляцію цього мультсеріалу, який отримав остаточну назву «Легенда про Vox Machina». Мерсер повторив свою роль Сайласа Браярвуда та інших персонажів.
У жовтні 2020 року Мерсер став креативним радником видання Critical Role для настільних і карткових ігор під назвою Darrington Press. З червня по серпень 2021 року Мерсер з’являвся в Exandria Unlimited, додатковому продукті Critical Role, як гравець. У березні 2022 року він знову зіграв свою роль у двох частинах спецвипуску Exandria Unlimited: Kymal (укр. Безмежна Ександрія: Кімал).

### Геймдизайн
Робота Мерсера майстром підземель призвела до розробки трьох книг про події кампанії, які були опубліковані про його світ Ександрії. Перша — «Critical Role: Події кампанії Тал'Дорей» (2017), опублікована видавництвом Green Ronin Publishing. Друга — «Путівник дослідника по Вайлдемонту» (2020), опублікована через Wizards of the Coast, завдяки чому Ександрія стає офіційним місцем проведення кампаній Dungeons and Dragons. Третя — «Події кампанії Тал'Дорей: Переродження» (2022), переглянуте та розширене видання Подій кампанії Тал'Дорей, опубліковане Darrington Press, видавничим лейблом, створеним Critical Role Productions. Оновлений сетинг кампанії Тал'Дорей був номінований на премію ENNIE Awards 2022 у категорії «Найкращий сетинг».
15 березня 2022 року було випущено новий пригодницький модуль під назвою «Critical Role: Поклик Підбезодні» (2022), головними дизайнерами якого є Мерсер, Джеймс Гек і Кріс Перкінс. Це друга книга, створена спільно Wizards of the Coast і Critical Role Productions.

## Особисте життя
21 жовтня 2017 року Мерсер одружився з актрисою озвучування та колегою по «Critical Role» Марішею Рей. Його пропозиція стала надзвичайно популярною серед шанувальників, оскільки він створив цілу квест-кімнату з акторським складом «Critical Role», щоб зробити пропозицію Маріші. Вони живуть у Лос-Анджелесі зі своїм собакою, коргі на ім'я Омар.
У жовтні 2018 року в інтерв’ю Мерсер розповів, що страждає на дисморфофобію і, за його словами, завжди мав проблеми зі своєю зовнішністю.
Як активіст, він працює з різними благодійними організаціями, що захищають ЛГБТК+, як-от OutRight Action International.

## Фільмографія

### Озвучення

#### Аніме
| Рік       |    | Українська назва                              | Оригінальна назва                            | Роль                             |
| --------- | -- | --------------------------------------------- | -------------------------------------------- | -------------------------------- |
| 2012      | па | Нура: Сходження клану йокай – Столиця демонів | Nura: Rise of the Yokai Clan – Demon Capital | Ріхан Нура                       |
| 2013      | а  | Персона 4: Анімація                           | Persona 4: The Animation                     | Канджі Тацумі                    |
| 2013      | а  | Доля/Початок                                  | Fate/Zero                                    | Кіріцугу Емія                    |
| 2013      | а  | К                                             | K                                            | Куро Ятоґамі                     |
| 2013      | а  | Digimon Fusion                                | Дігімон: Злиття                              | Ріпмон, Білземот, Омнімон та ін. |
| 2013—2021 | а  | Мистецтво меча онлайн                         | Sword Art Online                             | Сейджіро Кікуока                 |
| 2014      | а  | Маги: Лабіринт магії                          | Magi: The Labyrinth of Magic                 | Синбад                           |
| 2014—2018 | а  | Наруто: Ураганні хроніки                      | Naruto: Shippuden                            | Ямато на ін.                     |
| 2014—2024 | а  | Атака титанів                                 | Attack on Titan                              | Леві Акерман                     |
| 2014—2015 | а  | Ріж Рубай                                     | Kill la Kill                                 | Айкуро Мікісуґі                  |
| 2014      | а  | Ґарґантія на зеленій планеті                  | Gargantia on the Verdurous Planet            | Чамбер                           |
| 2014      | а  | Rock Lee & His Ninja Pals                     | Rock Lee & His Ninja Pals                    | Майт Ґай                         |
| 2015      | а  | Ван Піс                                       | One Piece                                    | Трафальґар Ло, Бінкс             |
| 2015      | а  | Сейлор Мун                                    | Sailor Moon                                  | Принц Деманде                    |
| 2015—2016 | а  | Альдноа.Зеро                                  | Aldnoah.Zero                                 | Койчіро Маріто                   |
| 2015      | а  | Доля/Ніч битви: Світ нескінченних клинків]    | Fate/stay night: Unlimited Blade Works       | Кіріцугу Емія                    |
| 2015      | а  | Атака титанів: Середня школа                  | Attack on Titan: Junior High                 | Леві                             |
| 2015      | а  | Sailor Moon Crystal                           | Sailor Moon Crystal                          | принц Деманде                    |
| 2015      | а  | Daimidaler: Prince vs Penguin Empire          | Daimidaler: Prince vs Penguin Empire         | Кюїчі                            |
| 2016      | а  | Братерський конфлікт                          | Brothers Conflict                            | Юсуке Асахіна                    |
| 2016—2019 | а  | Мисливець × Мисливець                         | Hunter × Hunter                              | Леоріо Парадінайт                |
| 2016      | а  | Темний дворецький: Книга цирку                | Black Butler: Book of Circus                 | Джокер                           |
| 2016—...  | а  | Літературні генії Бродячі Пси                 | Bungō Stray Dogs                             | Натаніель Готорн                 |
| 2016      | а  | Хвіст феї                                     | Fairy Tail                                   | Сілвер Фулбастер                 |
| 2016      | а  | Sengoku Basara: End of Judgement              | Sengoku Basara: End of Judgement             | Міцунарі Ішіда                   |
| 2017—2019 | а  | Dragon Ball Super                             | Dragon Ball Super                            | Хіт                              |
| 2017—2022 | а  | Химерні пригоди ДжоДжо                        | JoJo's Bizarre Adventure                     | Джотаро Куджо                    |
| 2019—2020 | а  | Boruto: Naruto Next Generations               | Boruto: Naruto Next Generations              | Ямато                            |
| 2019—2023 | а  | Ультрамен                                     | Ultraman                                     | оповідач, Бемулар та інші        |
| 2019—...  | а  | Kimetsu no Yaiba                              | Kimetsu no Yaiba                             | Каґая Убуяшики                   |
| 2020      | а  | Привид у броні: SAC_2045                      | Ghost in the Shell: SAC_2045                 |                                  |
| 2020      | а  | Персона 5: Анімація                           | Persona 5: The Animation                     | Юсуке Кітаґава                   |
| 2021      | а  | Кошик фруктів                                 | Fruits Basket                                | Бог                              |
| 2022      | а  | Cyberpunk: Edgerunners                        |                                              | Фалько                           |

#### Анімація
| Рік                     | Title                          | Роль озвучення                                               | Примітки            | Джерело       |
| ----------------------- | ------------------------------ | ------------------------------------------------------------ | ------------------- | ------------- |
| 29 липня 2011–12        | Громові коти                   | Тигр                                                         |                     | [ 68 ]        |
| 13 липня 2013           | Beware the Batman              | Льодоруб Джо                                                 |                     | [ 68 ]        |
| 25 липня 2015           | DC Super Friends               | Супермен, Дволикий                                           |                     | [ 68 ]        |
| 25 липня 2015           | Wabbit                         | Бігфут                                                       |                     | [ 69 ]        |
| 26 вересня 2016–17      | Звичайне шоу                   | Chance Sureshot, Recap Robot та інші                         |                     | [ 68 ]        |
| 2017–19                 | Месники, загальний збір!       | Геркулес, Тигрова акула, та інші                             |                     | [ 68 ]        |
| 2 вересня 2017          | Людина-павук                   | Олексій Сицевич / Носоріг, та інші                           |                     | [ 68 ]        |
| 2 вересня 2017          | Зак Шторм                      | Золоті кістки                                                |                     | твіт          |
| 2 вересня 2017          | Борці за свободу: Промінь      | Чорна стріла, Ляльковий чоловік, Олівер Квін / Зелена стріла | Веб-серія           | [ 71 ] [ 72 ] |
| 2018                    | Вольтрон: Легендарний захисник | Лейтенант Сьомий                                             |                     | твіт          |
| 27 липня 2020           | Робоцип                        | Ant-Man, Aquaman                                             |                     | [ 68 ]        |
| 27 липня 2020           | Кров Зевса                     | Гермес                                                       |                     | твіт          |
| 28 січня 2022–присутній | Легенда про Vox Machina        | Брелок, Сайлас Бріарвуд, Ортакс,Умбразил, інші               | Виконавчий продюсер | [ 75 ] [ 76 ] |
| 9 грудня 2022           | Dragon Age: Спокута            | Фербенкс                                                     |                     | [ 77 ]        |
| 10 липня 2024           | Lego Monkie Kid                | Дев'ятиголовий демон                                         |                     | твіт          |

#### Відеоігри
| Рік  | Назва                                                    | Роль                                             | Примітки                                          | Дж.             |
| ---- | -------------------------------------------------------- | ------------------------------------------------ | ------------------------------------------------- | --------------- |
| 2004 | Scaler                                                   | Скелер                                           |                                                   | [ 79 ]          |
| 2004 | Ace Combat 5: The Unsung War                             | Альберт Женетт                                   |                                                   | [ 79 ]          |
| 2004 | World of Warcraft                                        | генерал Везакс, Галіон, капітан Дрок             |                                                   | [ 79 ]          |
| 2008 | Final Fantasy Fables: Chocobo's Dungeon                  | мисливець за скарбами Цід                        |                                                   | [ 79 ]          |
| 2008 | Rise of the Argonauts                                    | Фейден                                           |                                                   | [ 79 ]          |
| 2009 | Street Fighter IV                                        | Фей Лон                                          |                                                   | [ 79 ]          |
| 2009 | Star Ocean: The Last Hope                                | Едж Маверік                                      |                                                   | [ 79 ]          |
| 2009 | Eat Lead: The Return of Matt Hazard                      | докер, елітний командир, співробітник-випробувач |                                                   | [ 79 ]          |
| 2009 | Wolfenstein                                              | Ерік Енгл                                        |                                                   | [ 79 ]          |
| 2009 | Brütal Legend                                            | гробокопач                                       |                                                   | [ 79 ]          |
| 2010 | No More Heroes 2: Desperate Struggle                     | Скелтер Гелтер, Бішоп Шідакс                     |                                                   | [ 79 ]          |
| 2010 | Super Street Fighter IV                                  | Фей Лон                                          |                                                   | [ 79 ]          |
| 2010 | Fist of the North Star: Ken's Rage                       | Рей                                              |                                                   | [ 80 ]          |
| 2011 | Mortal Kombat                                            | Куртіс Страйкер                                  |                                                   | [ 79 ]          |
| 2011 | Rune Factory: Tides of Destiny                           | Джеймс                                           |                                                   | [ 79 ]          |
| 2012 | Soulcalibur V                                            | Z.W.E.I.                                         |                                                   | [ 79 ]          |
| 2012 | Guild Wars 2                                             | Аркк, додаткові голоси                           |                                                   | [ 81 ]          |
| 2012 | Dead or Alive 5                                          | Беймен                                           |                                                   | [ 79 ]          |
| 2012 | Resident Evil 6                                          | Леон Кеннеді                                     |                                                   | [ 82 ]          |
| 2012 | Professor Layton and the Miracle Mask                    | Генрі Ледор                                      |                                                   | [ 79 ]          |
| 2013 | Fire Emblem Awakening                                    | Хром                                             |                                                   | [ 83 ]          |
| 2013 | Aliens: Colonial Marines                                 | Кеєс                                             |                                                   | [ 79 ]          |
| 2013 | Gears of War: Judgment                                   | пілот, солдат Оніксу                             |                                                   | [ 79 ]          |
| 2013 | Shin Megami Tensei IV                                    | Вальтер                                          |                                                   | [ 79 ]          |
| 2013 | Tales of Xillia                                          | Алвін                                            |                                                   | [ 79 ]          |
| 2013 | Rune Factory 4                                           | Леон                                             | також у Special-випуску                           | [ 79 ]          |
| 2013 | Batman: Arkham Origins                                   | Анархія                                          |                                                   | [ 79 ]          |
| 2013 | Knack                                                    | Гундагар                                         |                                                   | [ 79 ]          |
| 2013 | République                                               | Прізрак                                          |                                                   | [ 79 ]          |
| 2014 | Hearthstone                                              | Раксар, інші                                     |                                                   | [ 84 ]          |
| 2014 | Metal Gear Solid V: Ground Zeroes                        | Око, В'язень 12282, додаткові голоси             |                                                   | [ 79 ]          |
| 2014 | Destiny                                                  | Охоронець                                        | також захоплення руху                             | [ 85 ]          |
| 2014 | Persona 4 Arena Ultimax                                  | Канджи Тацумі                                    |                                                   | [ 86 ]          |
| 2014 | Tenkai Knights: Brave Battle                             | вартовий Зефірус                                 |                                                   | [ 79 ]          |
| 2014 | World of Warcraft: Warlords of Draenor                   | Кілрогг Мертве Око                               |                                                   | [ 87 ]          |
| 2014 | Persona Q: Shadow of the Labyrinth                       | Канджи Тацумі                                    |                                                   | [ 88 ]          |
| 2014 | Guilty Gear Xrd                                          | Зато-1                                           |                                                   | [ 89 ]          |
| 2015 | Saints Row: Gat out of Hell                              | Демони, Чорна борода, додаткові голоси           |                                                   | [ 90 ]          |
| 2015 | Evolve                                                   | Абе                                              |                                                   | [ 79 ]          |
| 2015 | Final Fantasy Type-0 HD                                  | Трей                                             |                                                   | [ 91 ]          |
| 2015 | Pillars of Eternity                                      | Едер, Алот, інші                                 |                                                   | [ 92 ]          |
| 2015 | Batman: Arkham Knight                                    | Робін                                            |                                                   | [ 93 ]          |
| 2015 | League of Legends                                        | Гангпланк                                        |                                                   | [ 94 ]          |
| 2015 | Minecraft: Story Mode                                    | Ейден, Отіс, ТNТ Дастін, Старий фермер, інші     |                                                   | [ 79 ]          |
| 2015 | Fallout 4                                                | МакКріді, містер Самнер, Z1-14                   |                                                   | [ 79 ]          |
| 2015 | Stella Glow                                              | Клаус                                            |                                                   | [ 79 ]          |
| 2015 | Xenoblade Chronicles X                                   | Лао                                              |                                                   | [ 79 ]          |
| 2016 | Naruto Shippuden: Ultimate Ninja Storm 4                 | Пейн, Восьмихвостий (Гюкі)                       |                                                   | [ 79 ]          |
| 2016 | Seven Knights                                            | Кріс                                             |                                                   | [ 95 ]          |
| 2016 | Fire Emblem Fates                                        | Рьома, Шиґуре, Азама                             |                                                   | [ 79 ]          |
| 2016 | Mario & Sonic at the Rio 2016 Olympic Games              | Хамелеон Еспіо                                   |                                                   | [ 79 ]          |
| 2016 | Overwatch                                                | Коул Кессіді                                     | Персонажа звали Джессі Маккрі до жовтня 2021 року | [ 96 ]          |
| 2016 | Mighty No. 9                                             | Майті No.1 Піроґен                               |                                                   | [ 79 ]          |
| 2016 | Zero Time Dilemma                                        | Сигма Клім                                       |                                                   | [ 97 ]          |
| 2016 | Skylanders: Imaginators                                  | Спіро Дракон                                     |                                                   | [ 98 ]          |
| 2016 | Titanfall 2                                              | Джек Купер                                       |                                                   | [ 79 ]          |
| 2016 | Final Fantasy XV                                         | Кор Леоніс                                       |                                                   | [ 79 ]          |
| 2017 | Kingdom Hearts HD 2.8 Final Chapter Prologue             | Іра                                              | також в кіноадаптації Kingdom Hearts χ Back Cover | [ 79 ]          |
| 2017 | Fire Emblem Heroes                                       | Рьома, Шиґуре, Азама, Хром                       |                                                   | [ 79 ]          |
| 2017 | Club Penguin Island                                      | Рорі                                             |                                                   | [ 79 ]          |
| 2017 | Persona 5                                                | Юске Кітаґава                                    |                                                   | [ 99 ]          |
| 2017 | Puyo Puyo Tetris                                         | Екс                                              |                                                   | [ 79 ]          |
| 2017 | Injustice 2                                              | Дедшот                                           |                                                   | [ 100 ]         |
| 2017 | Batman: The Enemy Within                                 | Містер Фріз, інші                                |                                                   | [ 79 ]          |
| 2017 | Sonic Forces                                             | Хамелеон Еспіо                                   |                                                   | [ 79 ]          |
| 2017 | Star Wars Battlefront II                                 | Люк Скайвокер                                    |                                                   | [ 79 ]          |
| 2018 | Monster Hunter: World                                    | керівник польової групи, єгер                    |                                                   | [ 79 ]          |
| 2018 | Dragon Ball FighterZ                                     | Гіт                                              |                                                   | [ 79 ]          |
| 2018 | Lego DC Super-Villains                                   | Найтвінґ, Дедшот                                 |                                                   | [ 79 ]          |
| 2018 | Epic Seven                                               | Басар, Корвус, Єхт                               |                                                   | [ 79 ]          |
| 2018 | Persona 5: Dancing in Starlight                          | Юске Кітаґава                                    |                                                   | [ 79 ]          |
| 2018 | Super Smash Bros. Ultimate                               | Хром, Юске Кітаґава                              |                                                   | [ 79 ]          |
| 2018 | Pillars of Eternity II: Deadfire                         | Едер, Алот, інші                                 |                                                   | [ 92 ]          |
| 2019 | Kingdom Hearts III                                       | Іра                                              |                                                   | [ 79 ]          |
| 2019 | Judgment                                                 | Міцуру Куройва                                   |                                                   | [ 79 ]          |
| 2019 | Catherine: Full Body                                     | Юске Кітаґава                                    |                                                   | [ 79 ]          |
| 2019 | Indivisible                                              | Зебей                                            |                                                   | [ 79 ]          |
| 2019 | Death Stranding                                          | фанат Люденів, зворотній відлік бомби, інші      |                                                   | [ 79 ]          |
| 2020 | Persona 5 Royal                                          | Юске Кітаґава                                    |                                                   | [ 79 ]          |
| 2020 | The Legend of Heroes: Trails of Cold Steel IV            | Джордж Ноум, Оліверт Райз Арнор                  |                                                   | [ 79 ]          |
| 2020 | Yakuza: Like a Dragon                                    | Ґоро Маджима                                     |                                                   | [ 101 ]         |
| 2021 | Persona 5 Strikers                                       | Юске Кітаґава                                    |                                                   | [ 79 ]          |
| 2021 | Guilty Gear Strive                                       | Зато-1, Едді                                     |                                                   | [ 79 ]          |
| 2021 | Demon Slayer: Kimetsu no Yaiba – The Hinokami Chronicles | Каґая Убуяшикі, інші                             |                                                   | [ 79 ]          |
| 2022 | Phantom Breaker: Omnia                                   | Токія Канзакі                                    |                                                   | [ 79 ]          |
| 2022 | Overwatch 2                                              | Коул Кессіді                                     |                                                   | [ 79 ]          |
| 2022 | Star Ocean: The Divine Force                             | Раймбо Ауцерій, Лука Маверік                     |                                                   | [ 79 ]          |
| 2022 | Marvel's Midnight Suns                                   | мисливець                                        |                                                   | [ 79 ]          |
| 2023 | Fire Emblem Engage                                       | Хром                                             |                                                   | [ 79 ]          |
| 2023 | The Legend of Zelda: Tears of the Kingdom                | Ґанодорф                                         |                                                   | [ 79 ]          |
| 2023 | The Legend of Heroes: Trails into Reverie                | Оліверт Рейз Арнор                               |                                                   | [ 102 ]         |
| 2023 | Baldur's Gate III                                        | Мінск                                            |                                                   | [ 103 ]         |
| 2023 | Starfield                                                | Езекейл, інші                                    |                                                   | [ 104 ]         |
| 2023 | Disgaea 7: Vows of the Virtueless                        | Вальваторез                                      |                                                   | [ 102 ]         |
| 2023 | Like a Dragon Gaiden: The Man Who Erased His Name        | Ґоро Маджіма                                     |                                                   |                 |
| 2023 | Persona 5 Tactica                                        | Юске Кітаґава                                    |                                                   | [ 105 ]         |
| 2023 | Asgard's Wrath 2                                         | Локі                                             |                                                   | [ 106 ]         |
| 2024 | Final Fantasy VII Rebirth                                | Вінсент Валентайн                                |                                                   | [ 107 ]         |
| 2024 | Dead by Daylight                                         | Векна                                            |                                                   | [ 108 ] [ 109 ] |
| 2024 | Like a Dragon: Infinite Wealth                           | Ґоро Маджіма                                     |                                                   | [ 110 ]         |
| 2024 | Demon Slayer: Kimetsu no Yaiba – Sweep the Board         | Каґая Убуяшікі                                   |                                                   |                 |
| 2024 | Dragon Ball: Sparking! Zero                              | Хіт                                              |                                                   |                 |
| 2024 | Batman: Arkham Shadow                                    | Анархія, Діллон, Бастьєн                         |                                                   |                 |
| 2024 | Sonic X Shadow Generations                               | Еспіо                                            |                                                   |                 |
| 2024 | Dragon Age: The Veilguard                                | Вайпер, Манфред                                  |                                                   | [ 111 ]         |
| 2025 | Like a Dragon: Pirate Yakuza in Hawaii                   | Ґоро Маджіма                                     |                                                   | [ 112 ]         |